# Тёмная сторона страсти
«Тёмная сторона страсти» (англ. In the Cut) — психологический триллер 2003 года новозеландского режиссёра Джейн Кэмпион, экранизация одноимённого романа Сьюзен Мур с Мег Райан, Марком Руффало, Дженнифер Джейсон Ли и Кевином Бейконом в главных ролях. Получил противоречивые отзывы критиков, позже подвергся положительной переоценке.

## Сюжет
Главная героиня фильма — жительница Нью-Йорка Фрэнни Эйвери, молодая писательница и преподавательница английского языка. По соседству с её домом происходит жестокое убийство девушки; детектив Маллой, расследующий это дело, уверен, что Фрэнни в нём замешана, но между ними всё же начинается страстный роман. Позже Фрэнни начинает подозревать, что убийца — Маллой. Преступником оказывается напарник Маллоя Родригес. Он нападает на Фрэнни, но та убивает его.

## В ролях
- Мег Райан — Фрэнни Эйвери
- Марк Руффало — Джованни Мэллой
- Дженнифер Джейсон Ли — Полин Эйвери
- Кевин Бейкон — Джон Грэхем
- Ник Дамичи — Ричард Родригес
- Патрик О’Нил — Гектор

## Создание и оценки
Лори Паркер и Джейн Кэмпион работали над фильмом пять лет. Продюсером и исполнительницей главной роли должна была стать Николь Кидман, но она ушла из проекта, так как решила проводить больше времени с детьми в связи со своим разводом. «Тёмная сторона страсти» вышла на экраны в 2003 году.
После премьеры фильм получил противоречивые отзывы: актёрские работы и визуальная сторона были оценены высоко, а сценарий подвергся критике. Позже, когда началось движение Me Too, «Тёмная сторона страсти» подверглась определённой положительной переоценке.